# Böltjärnen
Böltjärnen är en sjö i Älvdalens kommun i Dalarna och ingår i Dalälvens huvudavrinningsområde. Sjön har en area på 0,228 kvadratkilometer och ligger 760,2 meter över havet. Vid provfiske har abborre, lake och öring fångats i sjön.

## Delavrinningsområde
Böltjärnen ingår i det delavrinningsområde (690523-133802) som SMHI kallar för Inloppet i Tullartjärnen. Medelhöjden är 828 meter över havet och ytan är 12,6 kvadratkilometer. Det finns inga avrinningsområden uppströms utan avrinningsområdet är högsta punkten. Lillfjällbäcken som avvattnar avrinningsområdet har biflödesordning 4, vilket innebär att vattnet flödar genom totalt 4 vattendrag innan det når havet efter 516 kilometer. Avrinningsområdet består mestadels av skog (29 procent) och kalfjäll (58 procent). Avrinningsområdet har 0,23 kvadratkilometer vattenytor vilket ger det en sjöprocent på 1,8 procent.